# Longa duração
A longa duração é um conceito introduzido pelo historiador francês Fernand Braudel e utilizado pela tradição historiográfica da escola dos Annales.
O conceito foi apresentado por Braudel em sua tese doutorado, publicada em 1949 e intitulada O Mediterrâneo e o Mundo Mediterrâneo na Época de Filipe II. Em contraposição à história dita tradicional, condenada pelos Annales por falar das "oscilações breves, rápidas, nervosas", e à história cíclica e conjuntural (história econômica e social), caracterizada pelas fases lentas, a longa duração fala de uma história quase imóvel que diz respeito a fenômenos extremamente longos como a evolução das paisagens e a história do homem na sua relação com o meio. 
Por ocasião de uma controvérsia com Claude Lévi-Strauss, em 1958 Braudel desenvolveu o modelo da pluralidade dos tempos históricos, formado pelas camadas estrutural, conjuntural e factual, no livro A Longa Duração. 
Jacques Le Goff também utilizou o conceito para lançar a ideia de uma "Longa Idade Média", que concerne  uma Idade Média longínqua, gestada por uma Antiguidade tardia prolongada até o Século X. De acordo com Le Goff, a Longa idade média seria formada por uma Idade Média Central, indo do ano 1000 a 1348; uma Idade Média tardia, da Guerra dos Cem Anos (1337-1453) até a Reforma Protestante (1517); terminando, no que tange as estruturas políticas, com a Revolução Francesa (1789), e no plano intelectual com a Revolução Industrial do Século XIX.